# 西新宿事件
西新宿事件（にししんじゅくじけん）とは2008年3月に発生した殺人事件。
解散した暴走族「関東連合」のOBと親交を持つ被害者の会社員男性（以下、「K」）が集団リンチに遭い殺害された事件で、犯人らは逮捕されていないが、半グレ集団による抗争の一つと見られている。

## 概要

### 経緯
関東連合は多数の非行グループとの抗争を繰り返し、そのうち、不良グループ「新宿ジャックス」のメンバーであるXとその兄をトップとする反関東連合グループとも対立していた。当事者らが成人したあとも、両陣営の対立関係は継続しており、2005年あたりからそれがエスカレートし、再び抗争という形になっていった
2008年3月初旬に広尾のちゃんこ鍋屋で関東連合メンバー数名が被害者Kとともに食事をしていた。店を出た後、反関東連合グループの参謀格Tの所属する山口組秋良連合会の組員数名といがみ合いが始まった。Kは山口組組員1名を素手で倒すと、そのほかの組員全員はその場から退散した。
その直後、六本木の牛丼屋で食事していた関東連合メンバーの石元太一が、反関東連合グループのトップの弟Xと遭遇し、Kに電話をかけた。Xは石元の電話を取り上げ、XはKと関東連合に宣戦布告をした。
同年3月15日夜にKは西麻布のカラオケラウンジのVIPルームで関東連合トップのM（第22代ブラックエンペラー総長）の誕生日パーティーに呼ばれ、広尾のちゃんこ鍋屋でのKの武勇伝で盛り上がった。解散したのは翌3月16日午前4時頃であった。

### 殺人事件
3月16日午前4時過ぎにKが実家である西新宿の路上に車を停めて降りたところ、待ち伏せしていた4～5名ほどの目出し帽を被った集団に金属バットのようなもので襲われた。襲撃者たちは警察が到着する頃には逃亡していた。Kは3月21日に病院で死亡した（享年32歳）。
この殺人事件は警察による捜査では犯人を特定できずに未解決事件のままである。Kは関東連合と親しかったものの関東連合の正規のメンバーではなかった。しかし、Kの通夜の席でMがKの遺体を前に「絶対に返しを取ってやりますから」と復讐を誓うなどしており、関東連合にとっては前述の経緯から反関東連合グループが関東連合に対する攻撃をした事件と判断され、反関東連合グループに報復するまで絶対に引き下がることのできない抗争となった。
なお、関東連合のメンバーである柴田大輔は2015年6月19日のブログで、関東連合界隈に詳しい瓜田純士は著書で、反関東連合グループのメンバーであり打越スペクター元リーダーS（2010年10月に振り込め詐欺集団仲間を強盗致死して2013年11月指名手配されて2015年2月に逮捕され、2016年9月に一審無期懲役判決、2018年4月に二審懲役28年判決）がこの事件に関与しているとほのめかす記述をそれぞれしている。

### その後
K殺人事件を機に関東連合はタブーとされていた暴力団化を急激に推し進め、関東連合と反関東連合グループとの抗争が激化していった。
2012年9月2日に関東連合トップのMが首謀して起こした六本木クラブ襲撃事件は、対象をXと誤認して無関係の人間を殺した人違い殺人であったが（裁判では傷害致死として訴追）、この事件の報復として起こされたとされている。

## 被害者
Kは反関東連合グループ「新宿ジャックス」のメンバーでありトップ連中の先輩であった一方で、関東連合のトップMたちとも交友があり、構成員ではないが弘道会系の組織と関わりを持っていた。また、多くの芸能人にも親交があった。韓国食品の輸入を手掛ける他、新宿歌舞伎町等にビルを所有し、女性用サウナを経営していた。
Kは総合格闘家顔負けの鍛え上げられた肉体を持っており、武勇伝は多く存在したほど、凶暴で恐れられていた。またKは自分の部屋を『グラップラー刃牙』などの少年漫画で埋め尽くすほどの漫画愛好家であり、「テッペン（天下）を取った奴にししか見えない景色があるんだよ(チア☆ダン〜女子高生がチアダンスで全米制覇しちゃったホントの話〜　早乙女薫子(天海祐希)のセリフ)」と漫画に出てくるようなセリフを平気で口にしていたという。
関東連合は反関東連ループと対立状態にあったが、Kは関東連合幹部でAV監督の松嶋クロスの結婚式にも出席する一方で闇金融を経営する反関東連合グループの参謀格Tの実兄と兄弟分であるなど、両グループとも適度に友好関係を保とうとし、どういうポジションなのかはっきりしなかった。

## その他
- 石元太一は著書で「関東連合の先輩ではないKとの接点はほとんどなく、俺とは遊んだり連絡をとりあったりするほど関係が深くなく、誰かと一緒にいた時に顔を合わせれば挨拶する程度の仲」と述べて、六本木クラブ襲撃事件の動機に西新宿事件への報復があったとする検察の主張を否定している[25]。その一方で石元はKの携帯電話番号を知っていたこと、およびKの葬儀に出席したことは著書でも認めている[26]。

## 関連書籍
- 工藤明男『いびつな絆―関東連合の真実』宝島SUGOI文庫（宝島社）、2014年。ISBN 9784800220233。
- 瓜田純士『遺書―関東連合崩壊の真実と、ある兄弟の絆』竹書房I文庫（竹書房）、2015年。ISBN 9784801904965。
- 石元太一『反証―六本木クラブ襲撃事件「逮捕からの700日」』双葉社、2014年。ISBN 9784575307177。
- 柴田大輔『聖域―関東連合の金脈とVIPコネクション』宝島SUGOI文庫（宝島社）、2018年。ISBN 9784800285577。